# Platycheirus melanopsis
Platycheirus melanopsis là một loài ruồi trong họ Ruồi giả ong (Syrphidae). Loài này được Loew mô tả khoa học đầu tiên năm 1856. Platycheirus melanopsis phân bố ở vùng Cổ Bắc giới